# Tamara Ndong Bielo
Tamara Ndong Bielo   (Malabo, 1994) és una actriu de teatre i televisió catalana.
Ndong va néixer a Guinea Equatorial, filla de mare bubi i pare fang. Va venir a Catalunya sola quan tenia 6 anys. Va estudiar el batxillerat d'arts escèniques a Granollers, i s'ha format a l'escola d'actors Nancy Tuñón i a l'Institut del Teatre. Després d'estrenar al Temporada Alta Pell de llarinté, cua de tiré, dirigida per Moisès Maicas, ha treballat amb La Fura dels Baus a Pastoral for the planet al Grand Théâtre de Provence d'Ais de Provença, i a NN al conjunt modernista de l'Hospital de Sant Pau. Des del febrer de 2024 participa al programa Fuet del SX3.